# Israelisch-polnische Beziehungen
Israelisch-polnische Beziehungen sind die außenpolitischen Beziehungen zwischen Israel und Polen. Die beiden Länder sind durch eine lange Geschichte der Juden in Polen verbunden. Polnische Juden wanderten schon seit dem 19. Jahrhundert zahlreich nach Palästina ein.

## Stalinismus
Die Volksrepublik Polen unterstützte bereits ab 1947 in der UNO die Schaffung eines jüdischen Staates in Palästina. Polen gehörte zu den ersten Staaten, die Israel im Mai 1948 anerkannten. Im September 1948 eröffnete Israel eine diplomatische Mission in Warschau. Polen wiederum richtete in Tel Aviv eine diplomatische Mission ein.

## Tauwetter
Die bis in die 1950er Jahre guten Beziehungen zwischen Polen und Israel erfuhren eine Abkühlung in der Zeit des Tauwetters nach Stalins Tod. Nach dem Sechstagekrieg 1967 zwang die Sowjetunion ihre Satellitenstaaten, die diplomatischen Beziehungen zu Israel abzubrechen. Gleichzeitig folgte eine antisemitische Kampagne der kommunistischen Regierung, die im Folgejahr zu den März-Unruhen 1968 führte. Daraufhin verließen zehntausende Juden Polen, viele siedelten sich in Israel an. Die Volksrepublik Polen dagegen erkannte Palästina als Staat an.

## Solidarność
Nachdem die Solidarność immer mehr Einfluss in Polen erlangte, wurden ab 1986 wieder Beziehungen zwischen Polen und Israel in Form von Interessenvertretungen aufgenommen. Seit 1988 wird auf dem Gelände des ehemaligen KZ Auschwitz-Birkenau der Marsch der Lebenden organisiert.

## Dritte Polnische Republik
Polen und Israel haben nach dem Ende des Kalten Kriegs im Februar 1990 diplomatische Beziehungen aufgenommen. Die Republik Polen unterstützte im selben Jahr die Umsiedlung von zehntausenden Juden aus der Sowjetunion über Polen nach Israel in der Operation Brücke. Beide Staaten unterstützen das Gedenken an die Opfer des Holocausts, der zum großen Teil auf dem Gebiet des heutigen Polens stattfand. Viele Israelis fahren nach Polen, um das Land ihrer Vorfahren und insbesondere die Stätten des Holocaust zu besuchen. Gleichzeitig fliegen viele Polen in den Urlaub oder zu Pilgerreisen nach Israel. Im 21. Jahrhundert beantragten tausende Israelis mit polnischen Wurzeln die polnische Staatsbürgerschaft. Gleichzeitig leben offiziell ca. 10.000 Juden in Polen, wobei die Zahl der Polen mit jüdischen Wurzeln bedeutend höher sein dürfte.

## Streitpunkte
Polen hat nach dem Zweiten Weltkrieg das Vermögen der ermordeten Juden, die ohne Erben verstarben, verstaatlicht. Israelische und amerikanische Politiker sind der Ansicht, dass Polen zumindest symbolisch eine Genugtuung an jüdische Verbände hierfür zahlen sollte. Diese Ansicht wird vom amerikanischen Kongress im JUST Act unterstützt.
Die PiS-Regierung hat 2018 das Gesetz über das Institut des Nationalen Gedenkens – Kommission für die Verfolgung von Verbrechen gegen das Polnische Volk derart geändert, dass die Behauptung, Polen hätten sich am Holocaust beteiligt, strafbar sein sollte. Die polnische Regierung wies darauf hin, dass viele der Gerechten unter den Völkern Polen seien und eine Beteiligung von Polen an den Verbrechen der Nazis nicht gerechtfertigt sei. Hiergegen regte sich Widerstand in Israel und den USA. Die Gesetzesänderung wurde noch im selben Jahr rückgängig gemacht. Zuvor deckten Historiker wie Jan T. Gross polnische Verbrechen an den Juden während des Zweiten Weltkriegs auf, insbesondere sein 2001 erschienenes Buch über das Massaker von Jedwabne führte zu einer Neubewertung der Rolle der Polen während des Holocausts.

## Vertretungen
Polen besitzt eine Botschaft in Tel Aviv. Israel hat eine Botschaft in Warschau. Polen erkennt Palästina als Staat an.